# Asparagus fallax
Asparagus fallax är en sparrisväxtart som beskrevs av Eric R.Svensson Sventenius. Asparagus fallax ingår i släktet sparrisar, och familjen sparrisväxter. IUCN kategoriserar arten globalt som starkt hotad. Inga underarter finns listade i Catalogue of Life.

## Bildgalleri

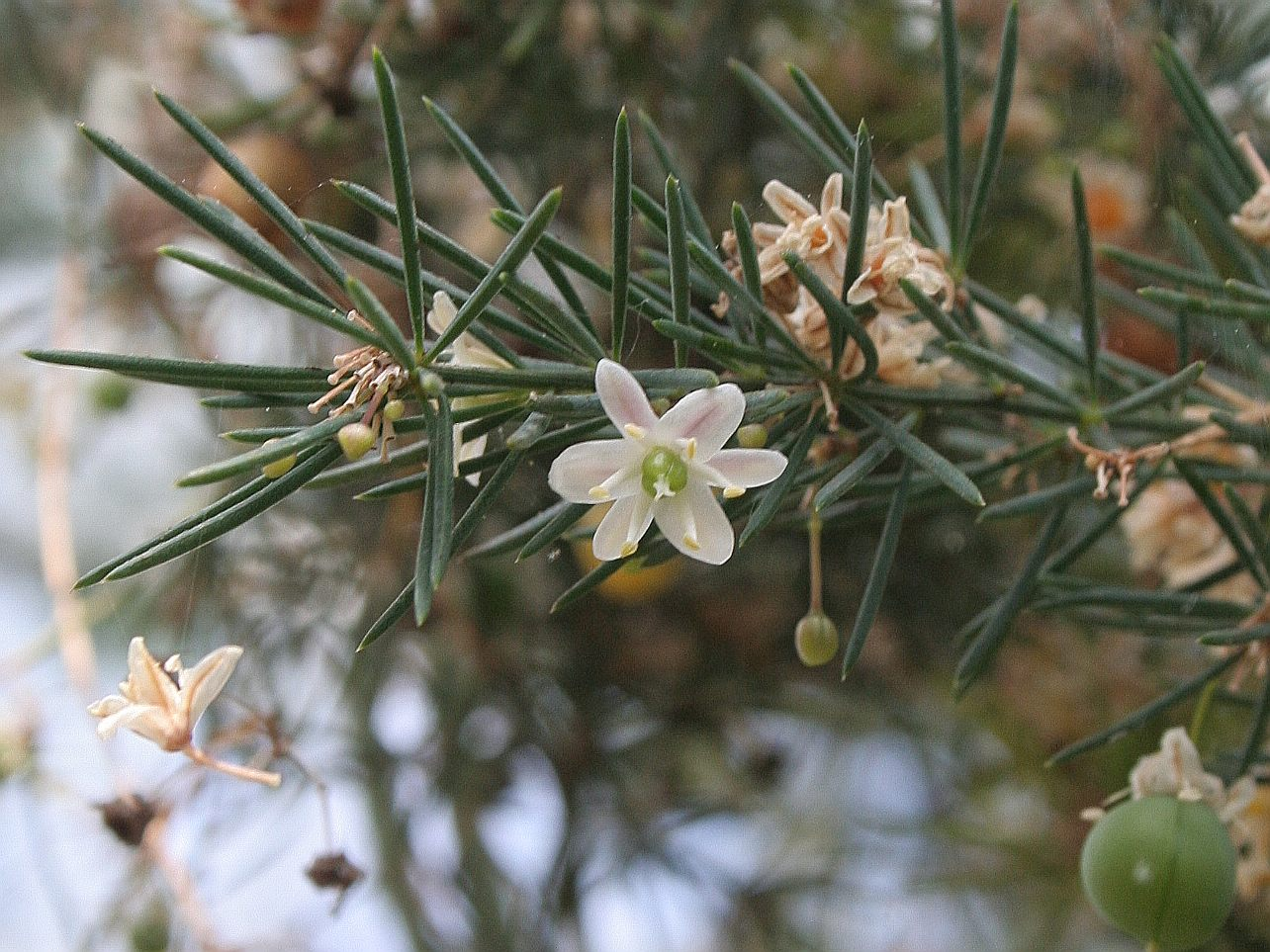